# Arroyo Palenque, Mexiko
Arroyo Palenque är en ort i Mexiko.   Den ligger i kommunen Salto de Agua och delstaten Chiapas, i den sydöstra delen av landet, 800 km öster om huvudstaden Mexico City. Arroyo Palenque ligger 116 meter över havet och antalet invånare är 1 137.
Terrängen runt Arroyo Palenque är varierad. Runt Arroyo Palenque är det ganska glesbefolkat, med 38 invånare per kvadratkilometer. Närmaste större samhälle är Palenque, 18,4 km nordost om Arroyo Palenque. Trakten runt Arroyo Palenque består till största delen av jordbruksmark.